# Ramazan Şahin
Ramazan Şahin, född den 8 juli 1983 i Dagestan, Ryssland, är en turkisk brottare av tjetjenskt ursprung som tog OS-guld i lättviktsbrottning i fristilsklassen 2008 i Peking. 

## Meriter

### Olympiska meriter

#### Olympiska sommarspelen 2008
- Huvudartikel: Brottning vid olympiska sommarspelen 2008

| Tävlande      | Gren              | Kvalifikation        | 1/8 Final               | Kvartsfinal              | Semifinal                     | Final                         | Placering |
| Tävlande      | Gren              | Motståndare Resultat | Motståndare Resultat    | Motståndare Resultat     | Motståndare Resultat          | Motståndare Resultat          | Placering |
| ------------- | ----------------- | -------------------- | ----------------------- | ------------------------ | ----------------------------- | ----------------------------- | --------- |
| Ramazan Şahin | Fristil, lättvikt | Bye                  | Garzon (CUB) W 1–0, 7–4 | Taghavi (IRI) W 3–0, 3–1 | Tunshishvili (GEO) W 1–0, 3–1 | Stadnik (UKR) W 2–2, 2–1, 2–1 |           |

#### Olympiska sommarspelen 2012
- Huvudartikel: Brottning vid olympiska sommarspelen 2012

Herrar, fristil
| Brottare      | Gren   | Kvalomgång           | Åttondelsfinal       | Kvartsfinal          | Semifinal            | Återkval 1           | Återkval 2           | Final / Brons         | Final / Brons |
| Brottare      | Gren   | Motståndare Resultat | Motståndare Resultat | Motståndare Resultat | Motståndare Resultat | Motståndare Resultat | Motståndare Resultat | Motståndare Resultat  | Placering     |
| ------------- | ------ | -------------------- | -------------------- | -------------------- | -------------------- | -------------------- | -------------------- | --------------------- | ------------- |
| Ramazan Şahin | -66 kg | BYE                  | Kumar (IND) L 1-3    | Gick inte vidare     | Gick inte vidare     | BYE                  | Navruzov (UZB) W 3–1 | Tanatarov (KAZ) L 1-3 | 5             |